# Decorah (Iowa)
Decorah – miasto w Stanach Zjednoczonych, w stanie Iowa, w hrabstwie Winneshiek. 

## Demografia
Zgodnie ze spisem statystycznym z 2000 roku, miasto liczyło 8172 mieszkańców. W 2023 roku liczba mieszkańców spadła do 7578 osób, a gęstość zaludnienia poniżej 454 osób/km².